# Ми чекаємо вас з перемогою
«Ми чекаємо вас з перемогою» — перший радянський фільм-концерт кіностудії «Мосфільм». Прем'єра в СРСР 30 вересня 1941 року.

## Сюжет
Фільм-концерт, номери якого пов'язані нехитрою сюжетною лінією. У фільмі виконуються пісні: «Священна війна», «Прощальна», «Іди коханий», «Священна війна», «Оборонні частівки» й інші.

## У ролях
- Борис Чирков — коваль
- Лідія Смирнова — колгоспниця
- Інна Федорова — Катерина Іванівна, вчителька
- Тетяна Говоркова — Хорошка
- Олександра Данилова — дівчина
- Галина Фролова — дівчина
- Галина Водяницька — дівчина
- В'ячеслав Гостинський — доброволець
- Надір Малишевський — доброволець
- Ніна Петропавловська — виконавиця пісень

## Знімальна група
- Режисери: Олександр Медведкін, Ілля Трауберг
- Сценарист: Олександр Медведкін
- Оператори: Костянтин Кузнецов, Тимофій Лебешев
- Художник: Володимир Баллюзек
- Композитор: Тихон Хренніков (№ 6), Олександр Александров (№ 10, немає в титрах), інші не зазначені
- Тексти пісень: Василь Лебедєв-Кумач (№ 10), Михайло Ісаковський (№ 9), Федір Кравченко (№ 6), Андрій Малишко